# Abulie
Abulia (gr. a „fără" și boule „voință" ; MED.) este un simptom care constă în scăderea sau pierderea voinței, în incapacitatea de a trece de la idee la acțiune. Apare în unele boli psihice.
Acest articol conține text din Dicționarul enciclopedic român (1962-1966), aflat acum în domeniul public.